# Квиндичи (Авелино)
Квиндичи (итал. Quindici) је насеље у Италији у округу Авелино, региону Кампанија.
Према процени из 2011. у насељу је живело 1731 становника. Насеље се налази на надморској висини од 245 м.

## Становништво
| 1931. | 1936. | 1951. | 1961. | 1971. | 1981. | 1991. | 2001. | 2011. |
| ----- | ----- | ----- | ----- | ----- | ----- | ----- | ----- | ----- |
| 2.938 | 3.067 | 3.387 | 3.128 | 2.793 | 3.084 | 3.023 | 3.005 | 1.785 |